# فريدريك جونسون (لاعب كريكت)
فريدريك جونسون (بالإنجليزية: Frederick Johnson)‏ (14 مارس 1851 في المملكة المتحدة - 24 نوفمبر 1923) هو لاعب كريكت بريطاني (وحمل سابقاً جنسية المملكة المتحدة لبريطانيا العظمى وأيرلندا).

## وصلات خارجية
- فريدريك جونسون (لاعب كريكت) على موقع إي آس بي آن كريك إنفو (الإنجليزية)